# Kamień (powiat brzeziński)
Kamień – wieś w Polsce położona w województwie łódzkim, w powiecie brzezińskim, w gminie Dmosin.
Częścią wsi i sołectwa jest Karwowszczyzna.
Wieś szlachecka położona była w drugiej połowie XVI wieku w powiecie rawskim ziemi rawskiej województwa rawskiego. W latach 1975–1998 miejscowość należała administracyjnie do województwa skierniewickiego.